# Yamanashi (stad)
Yamanashi (Japans: 山梨市, Yamanashi-shi) is een Japanse stad in de prefectuur  Yamanashi. In 2014 telde de stad 35.404 inwoners.

## Geschiedenis
Op 1 juli 1954 werd Yamanashi benoemd tot stad (shi). In 2005 werden de gemeenten Makioka (牧丘町) en Mitomi (三富村) toegevoegd aan de stad.

## Partnersteden
- Sioux City, Verenigde Staten sinds 2003
- Xiaoshan, China sinds 1993

Steden:
Chuo · Fuefuki · Fujiyoshida · Hokuto · Kai · Kofu (hoofdstad) · Koshu · Minami-Alps · Nirasaki · Otsuki · Tsuru · Uenohara · Yamanashi

Districten:
Kitatsuru · Minamikoma · Minamitsuru · Nishiyatsushiro · Nakakoma
Gemeenten per district